# 艾美氏試驗

艾美氏試驗步驟

艾美氏試驗（英語：Ames test，又称为细菌回复突变试验或安姆氏突變試驗）為美國人布鲁斯·埃姆斯博士於1983年所提出的突變物測試方法。此法檢測出175已知之致癌物，並發現其中有超過90%者皆顯示為陽性（具突變性），因此，艾美氏試驗也被做為先期測試方法之一。而現在正以艾美氏試驗為模式系統，進行各式化學物可能的毒性及致突變性之安全評估，但仍需其它的測試輔助測試而進一步確認。

## 試驗特點及方法
艾美氏試驗具簡易、快速、經濟等特點，此方法目前被廣泛的使用在突變物之測試。此法將經逆轉菌種（revertant）之沙門氏菌暴露於待測物中；由於此逆轉菌種無法存活於缺乏組胺酸之培養液中。將逆轉菌培養於含待測物但無組胺酸試液中，該菌卻能利用培養液中葡萄糖合成組胺酸而存活並生長出菌落時，表示該待測物具有基因突變之作用，而能將逆轉菌回復為原菌種。